# Waiting Outside the Lines
Waiting Outside the Lines è un singolo del cantante statunitense Greyson Chance, pubblicato nel 2010 ed estratto dal suo primo album Hold On 'til the Night.

## Tracce
- Download digitale

1. Waiting Outside the Lines – 3:52

- CD

1. Waiting Outside the Lines – 3:52
2. Paparazzi (Lady Gaga cover) – 3:22
3. Fire (Augustana cover) – 3:01

- Download digitale - Remix

1. Waiting Outside the Lines (Remix - featuring Charice) – 3:52

## Video
Il videoclip del brano è stato diretto dal regista Sanaa Hamri.